# Pfarrhaus (Ahrweiler)

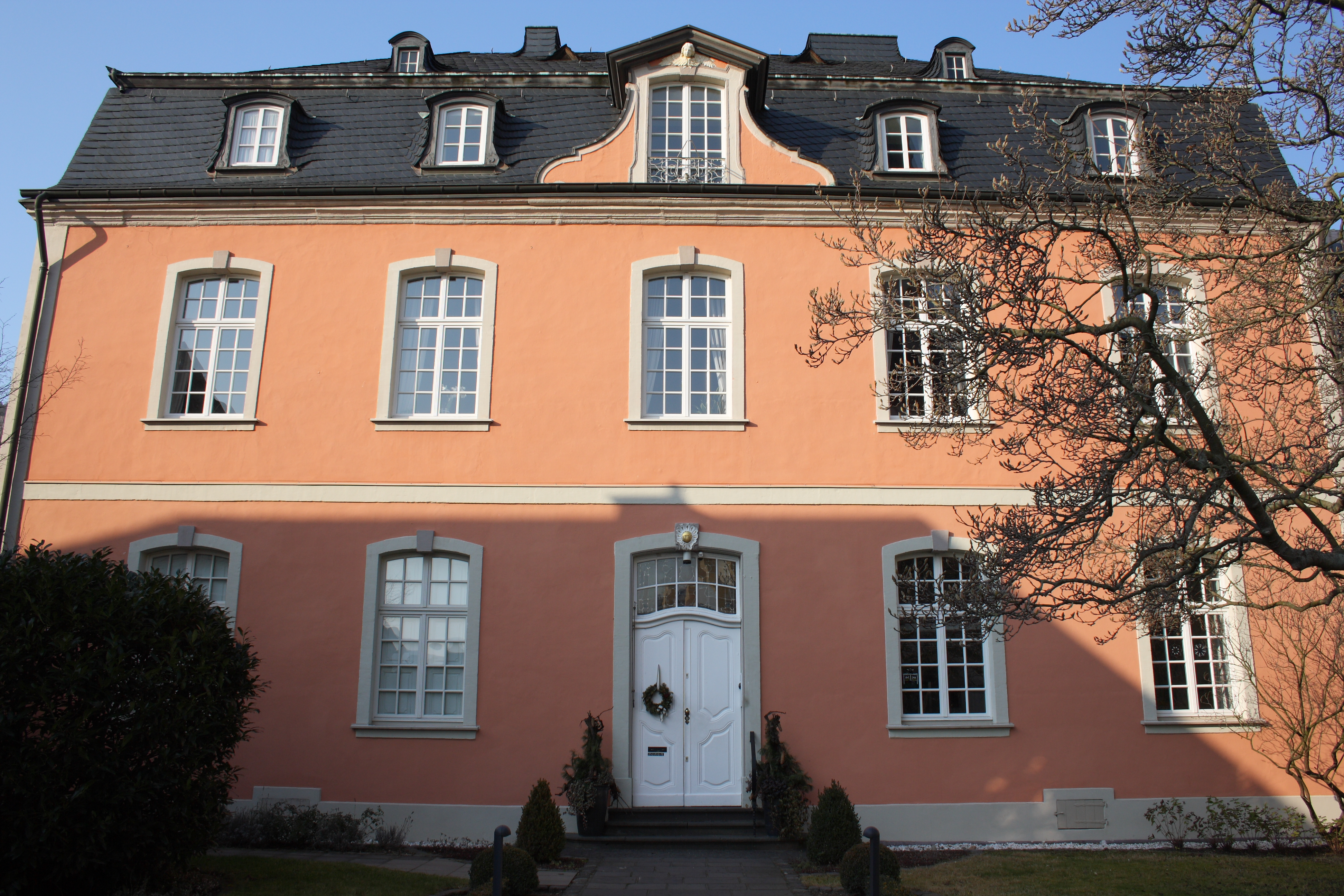
Pfarrhaus in Ahrweiler

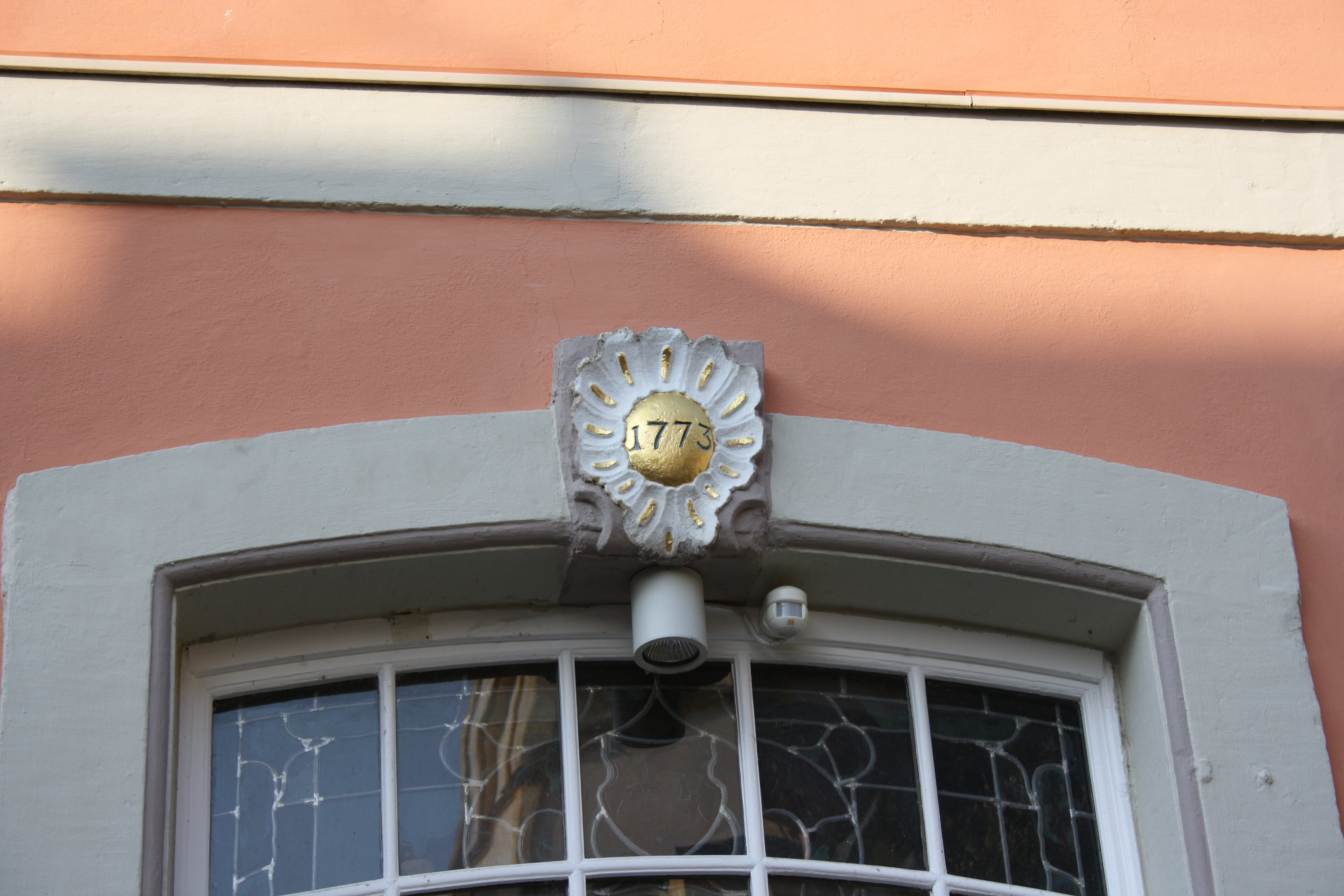
Schlussstein des Portals, bezeichnet 1773

Das katholische Pfarrhaus in Ahrweiler, einem Stadtteil von Bad Neuenahr-Ahrweiler im Landkreis Ahrweiler in Rheinland-Pfalz, wurde 1773 errichtet. Das Gebäude am Marktplatz 13 ist ein geschütztes Baudenkmal.

## Architektur
Das Pfarrhaus, das sich neben der Pfarrkirche St. Laurentius befindet, wurde laut dem Schlussstein des Portals 1773 errichtet. Der zweigeschossige Putzbau mit Mansarddach im Stil des Rokoko besitzt fünf Fensterachsen.
Im Innern sind eine Treppe mit geschnitzten Pfosten, Stuckdecken und im ersten Stock ein kleiner Saal mit ornamentalen Rokokomalereien aus der Entstehungszeit vorhanden. 